# Neivamyrmex hetschkoi
Neivamyrmex hetschkoi é uma espécie de formiga do gênero Neivamyrmex.